# Heliocontia marmorea
Heliocontia marmorea là một loài bướm đêm trong họ Noctuidae.